# Borussia Mönchengladbach II
El Borussia Mönchengladbach II es un equipo de fútbol de Alemania que juega en la Regionalliga West, la cuarta liga de fútbol más importante del país.

## Historia
Fue creado en el año 1980 en la ciudad de Mönchengladbach como un equipo filial del Borussia Mönchengladbach, por lo que no puede jugar en la Bundesliga, aunque sí puede jugar en la DFB Pokal y sus jugadores pueden jugar en el primer equipo.

## Palmarés
- Regionalliga West: 1

2015
- Oberliga Nordrhein: 2

2006, 2008
- Verbandsliga Niederrhein: 1

1997
- Landesliga Niederrhein: 1

1980
- Copa de Baja Renania: 1

1997